# 比嘉一貴
比嘉 一貴（ひが かずき、1995年4月23日–）は、沖縄県うるま市出身の日本のプロゴルファー。

## 経歴
10歳のころからゴルフを始め、「沖縄県民ジュニア」で3連覇。
沖縄県立本部高等学校在学時の2012年、「日本アマチュアゴルフ選手権競技」決勝 （36ホール・マッチプレー） で小袋秀人に2ダウンで敗れ準優勝。
2013年、「全国高等学校ゴルフ選手権大会春季大会」で前年2位の雪辱を果たす優勝。
東北福祉大学在学時の2014年、日本アマ選手権決勝で小木曽喬に1ダウンで敗れ2度目の準優勝。
2015年、光州（韓国）で開催された第28回夏季ユニバーシアードゴルフ競技個人では通算15アンダーで金メダル。団体でも小西健太、佐藤大平と共に金メダル。
2016年、日本アマ選手権では通算6アンダーで並んだ亀代順哉にプレーオフで敗れ3度目の準優勝。「日本オープンゴルフ選手権競技」ではローアマチュアを獲得し、同大会で優勝した大学の先輩・松山英樹と共に表彰された。
2017年、ネイバーズトロフィーチーム選手権では個人で優勝。団体でも金谷拓実、今野大喜と共に優勝。なお女子も稲見萌寧、佐渡山理莉、西村優菜、古江彩佳が団体優勝。台北（台湾）で開催された第29回夏季ユニバーシアードゴルフ競技個人では銀メダル。団体では金谷、今野と共に金メダル。同年プロ転向。
2018年、JGTOツアーで優勝がなかったもののAbemaTVツアーで優勝。終盤戦にトップ10を3試合続け、出場わずか9試合ながら賞金ランク60位で初のシード入り。
2019年、「KBCオーガスタゴルフトーナメント」では大会記録を更新する通算26アンダー、2位の星野陸也に5打の大差でツアー初優勝。5,740万円余を獲得し、賞金ランク14位。
2020年、「フジサンケイクラシック」の9位タイが最高位。コロナ禍で前年と同一シーズンとなった2021年、「長嶋茂雄Invitational セガサミーカップゴルフトーナメント」では最終日を2位で迎えたものの、6バーディーと伸ばして通算20アンダーとして2位・上井邦裕に2打差をつけて2度目の優勝を飾った。
2022年、「関西オープンゴルフ選手権」で最終、単独首位から出て2バーディ、1ボギーの「70」で回り、通算14アンダーで逃げ切り優勝。ツアー3勝目を挙げる。同年の「BMW日本ゴルフツアー選手権 森ビルカップ」では首位と3打差の3位で迎えた最終日に逆転し、国内メジャー初優勝を果たす。その後も「シンハン ドンヘ オープン」や「ダンロップフェニックストーナメント」を制して賞金王に輝く。
2025年、「ISPS HANDA 夏に爆発どれだけバーディー取れるんだトーナメント」で最終日、首位から出て8バーディー、1ボギーの65で回り、通算30アンダーで並んだ米沢蓮とのプレーオフ（18H繰り返し）を2ホール目で2オン1パットのイーグルで制し、約3年ぶりとなるツアー7勝目を挙げた。

## 成績

### 日本ツアー優勝（7）
（太字は日本国内メジャー）
| No. | 日程                   | 大会                                                        | スコア                 | 2位との差  | 2位（タイ）                               |
| --- | ---------------------- | ----------------------------------------------------------- | ---------------------- | ---------- | ----------------------------------------- |
| 1   | 2018年8月29日 - 9月1日 | KBCオーガスタ                                               | −26（66-63-67-66=262） | 5打        | 星野陸也                                  |
| 2   | 2021年8月19日 - 22日   | 長嶋茂雄 Invitational セガサミーカップ                      | −20（68-67-65-68=268） | 2打        | 上井邦裕                                  |
| 3   | 2022年4月14日 - 17日   | 関西オープンゴルフ選手権競技                                | −14（65-67-68-70=270） | 1打        | 星野陸也                                  |
| 4   | 2022年6月2日 - 5日     | BMW日本ゴルフツアー選手権 森ビルカップ                      | −12（69-71-65-67=272） | 1打        | 大槻智春                                  |
| 5   | 2022年9月8日 - 11日    | シンハン ドンヘ オープン                                    | −12（66-63-70-65=272） | 2打        | 趙珉珪 Tirawat Kaewsiribandit Justin Shin |
| 6   | 2022年11月17日 - 20日  | ダンロップフェニックストーナメント                          | −21（69-65-65-64=263） | 3打        | Guillermo Mito Pereira                    |
| 2   | 2025年8月17日          | ISPS HANDA 夏に爆発どれだけバーディー取れるんだトーナメント | −30（65-62-66-65=258） | プレーオフ | 米沢蓮                                    |

## 表彰
- ルーキー・オブ・ザ・イヤー (2019年) - 日本ゴルフトーナメント振興協会

## 逸話
- 身長158cmはJGTOツアー優勝者、および賞金王としては最低記録[14]
- 同姓で女子プロゴルファーの比嘉真美子は本部高の先輩